# 146 Lucina
A 146 Lucina a Naprendszer kisbolygóövében található aszteroida. Alphonse Louis Nicolas Borrelly fedezte fel 1875. június 8-án.